# Китайгород (Дашівська селищна громада)
Кита́йгород — село в Україні, у Дашівській селищній громаді Гайсинського району Вінницької області. Розташоване на обох берегах річки Сорока (притока Собу) за 29 км на південний схід від міста Іллінці. Населення становить 1 163 особи (станом на 1 січня 2018 р.).

## Етимологія
На думку історика Омеляна Пріцака назва походить від половців-куманів.

## Історія
Село засноване 1650 року.
7 (20) листопада 1917 року, відповідно до Третього Універсалу Української Центральної Ради, увійшло до складу Української Народної Республіки.
12 червня 2020 року розпорядженням Кабінету Міністрів України Китайгородська сільська рада об'єднана з Дашівською селищною громадою.
12 червня 2020 року, відповідно розпорядження Кабінету Міністрів України № 707-р «Про визначення адміністративних центрів та затвердження територій територіальних громад Вінницької області», село увійшло до складу Дашівської міської громади.
19 липня 2020 року, в результаті адміністративно-територіальної реформи і ліквідації Іллінецького району, село увійшло до складу Гайсинського району.

## Населення

### Мова
Розподіл населення за рідною мовою за даними :
| Мова       | Кількість | Відсоток |
| ---------- | --------- | -------- |
| українська | 1216      | 98.38%   |
| вірменська | 11        | 0.89%    |
| російська  | 7         | 0.57%    |
| румунська  | 2         | 0.16%    |
| Усього     | 1236      | 100%     |

## Відомі люди
Абрам Векслер (1910—1982) — український радянський художник.

## Галерея

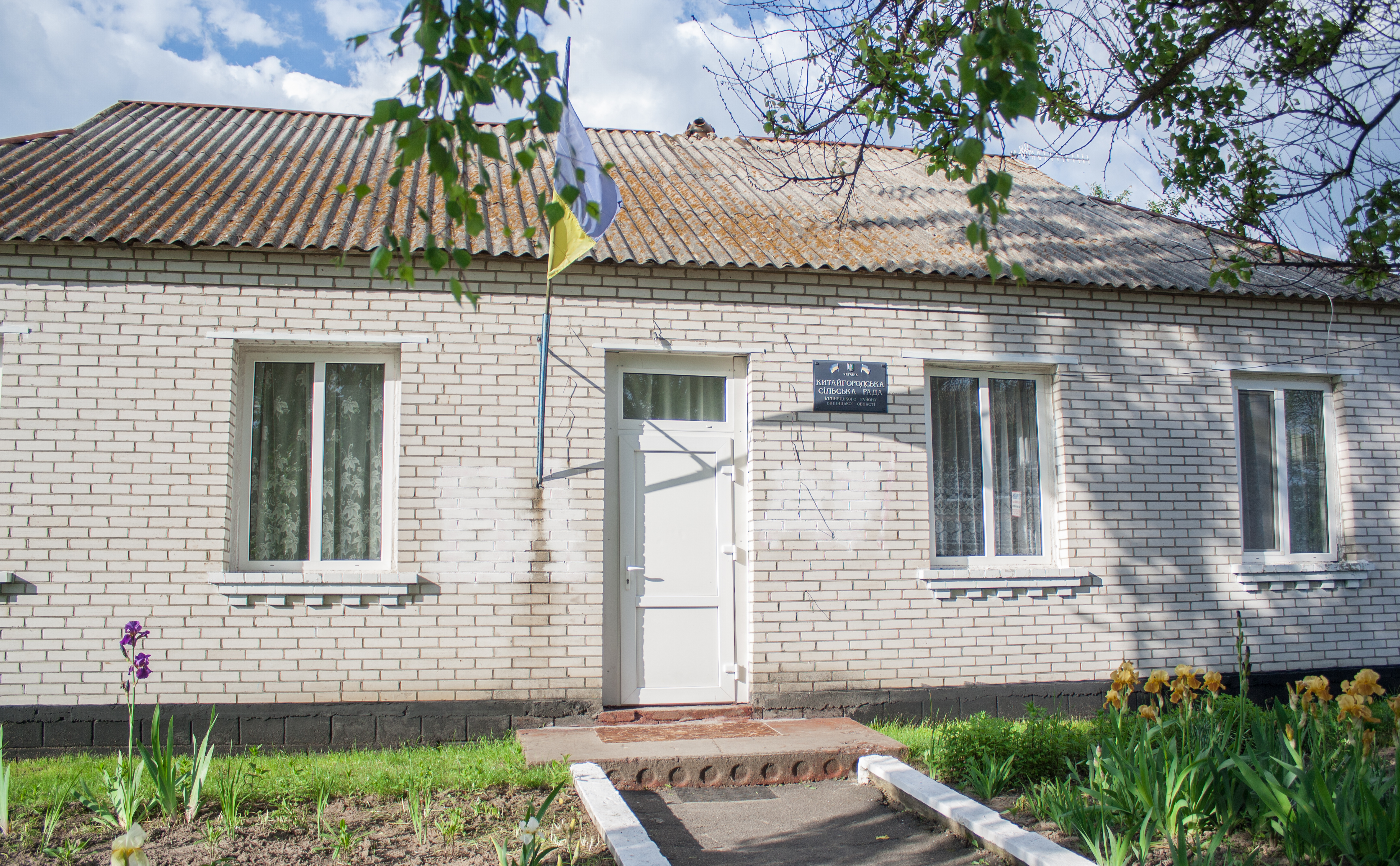
Сільська рада
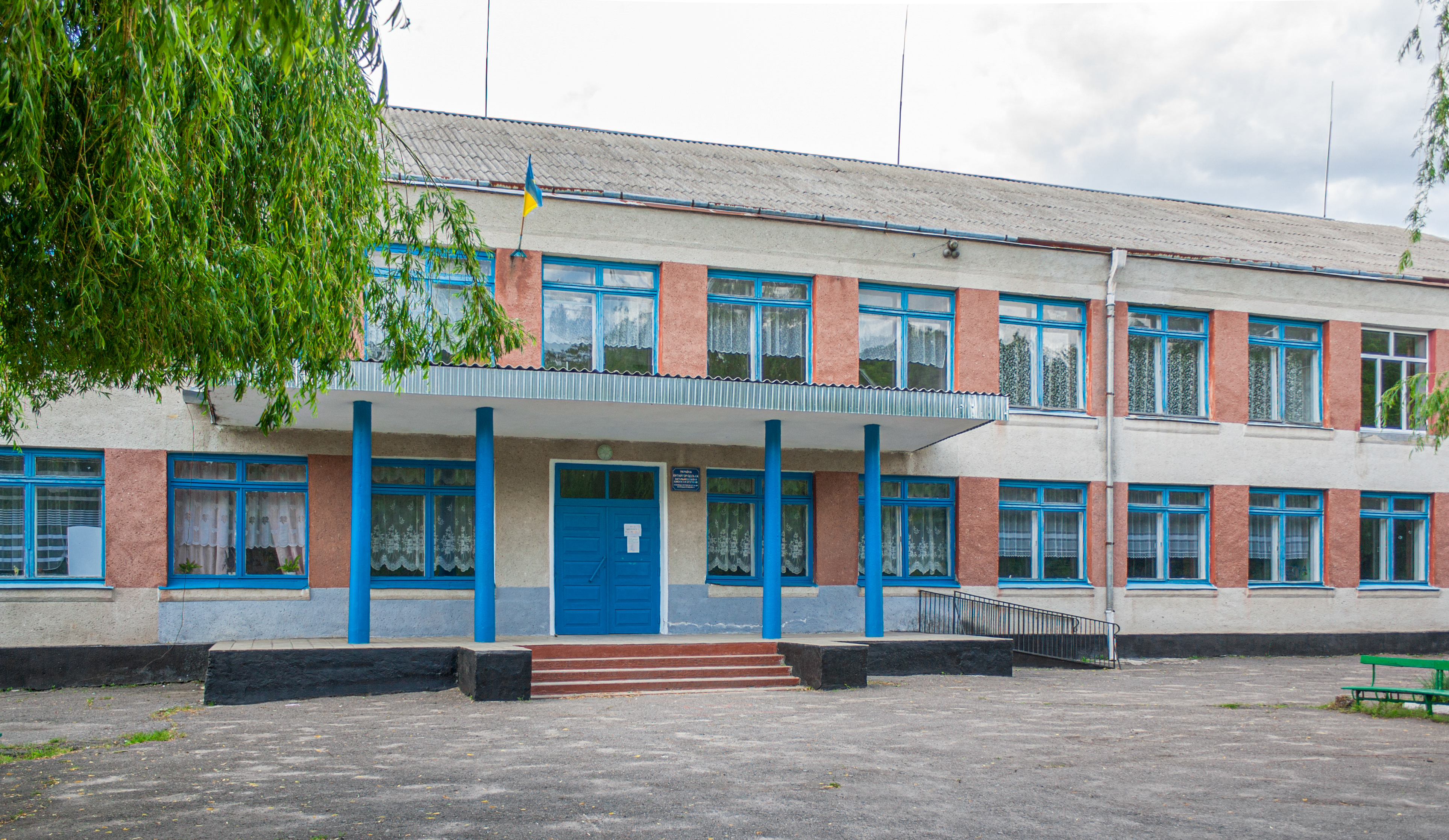
Школа
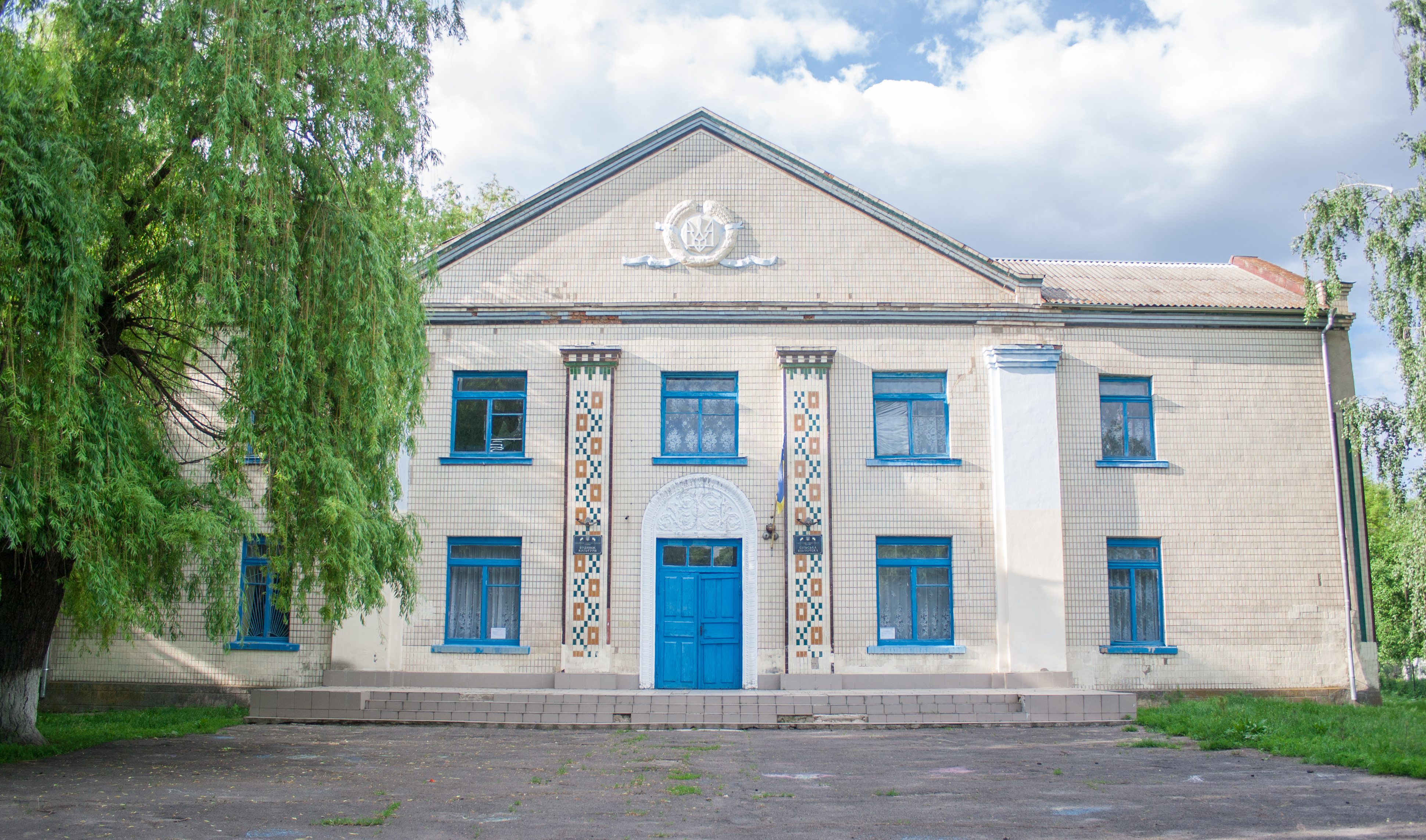
Будинок культури
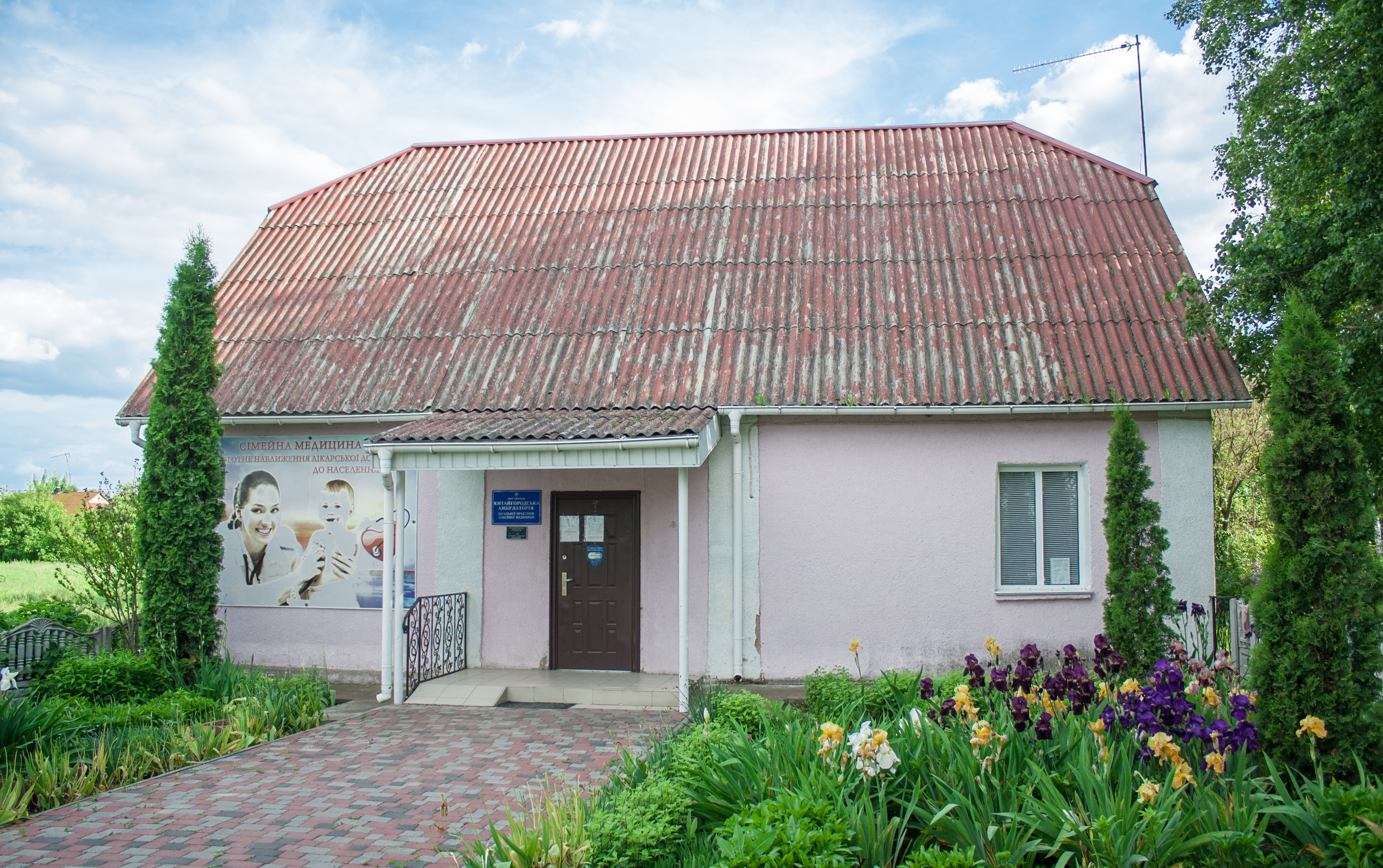
Амбулаторія
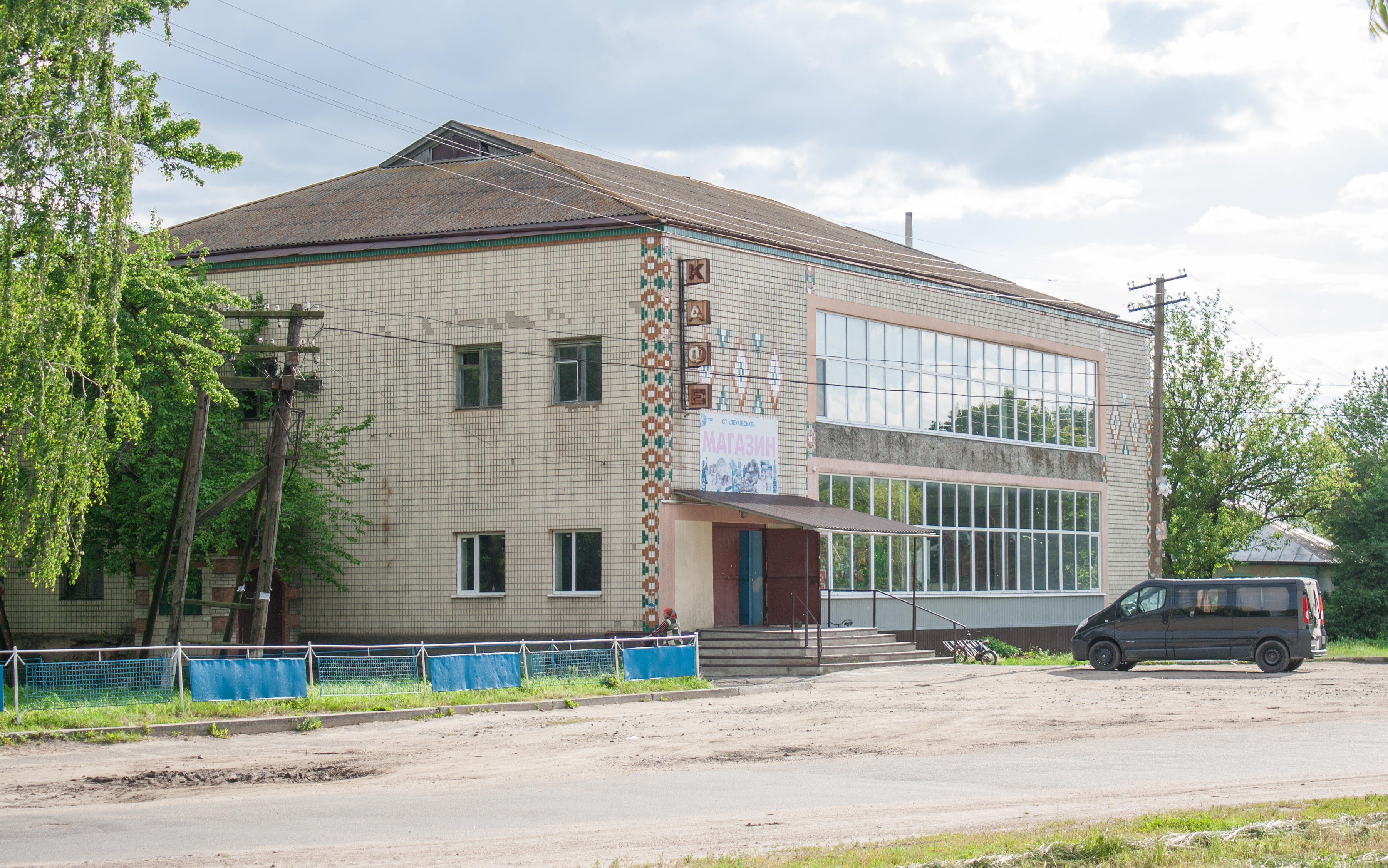
Магазин
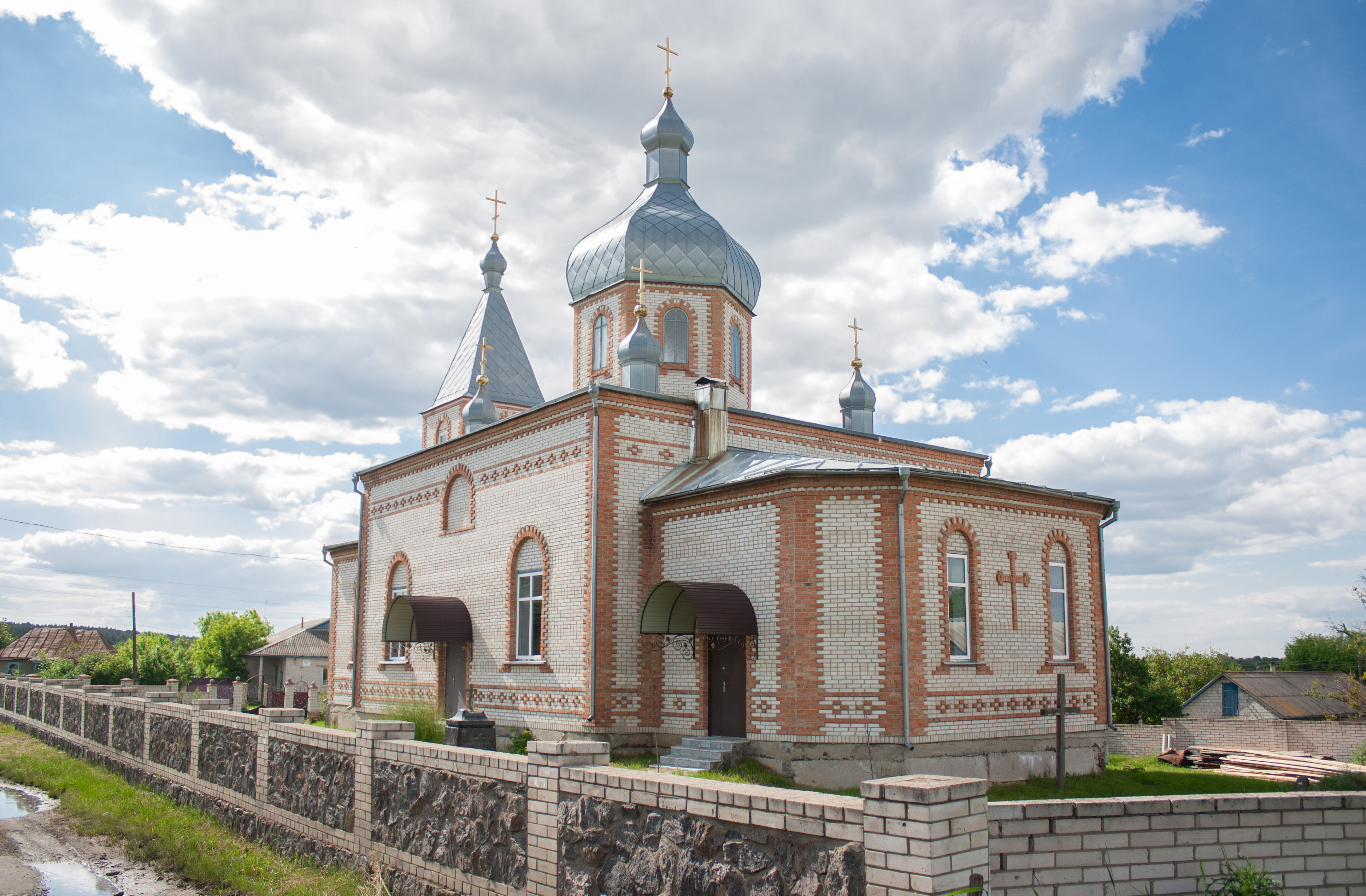
Церква
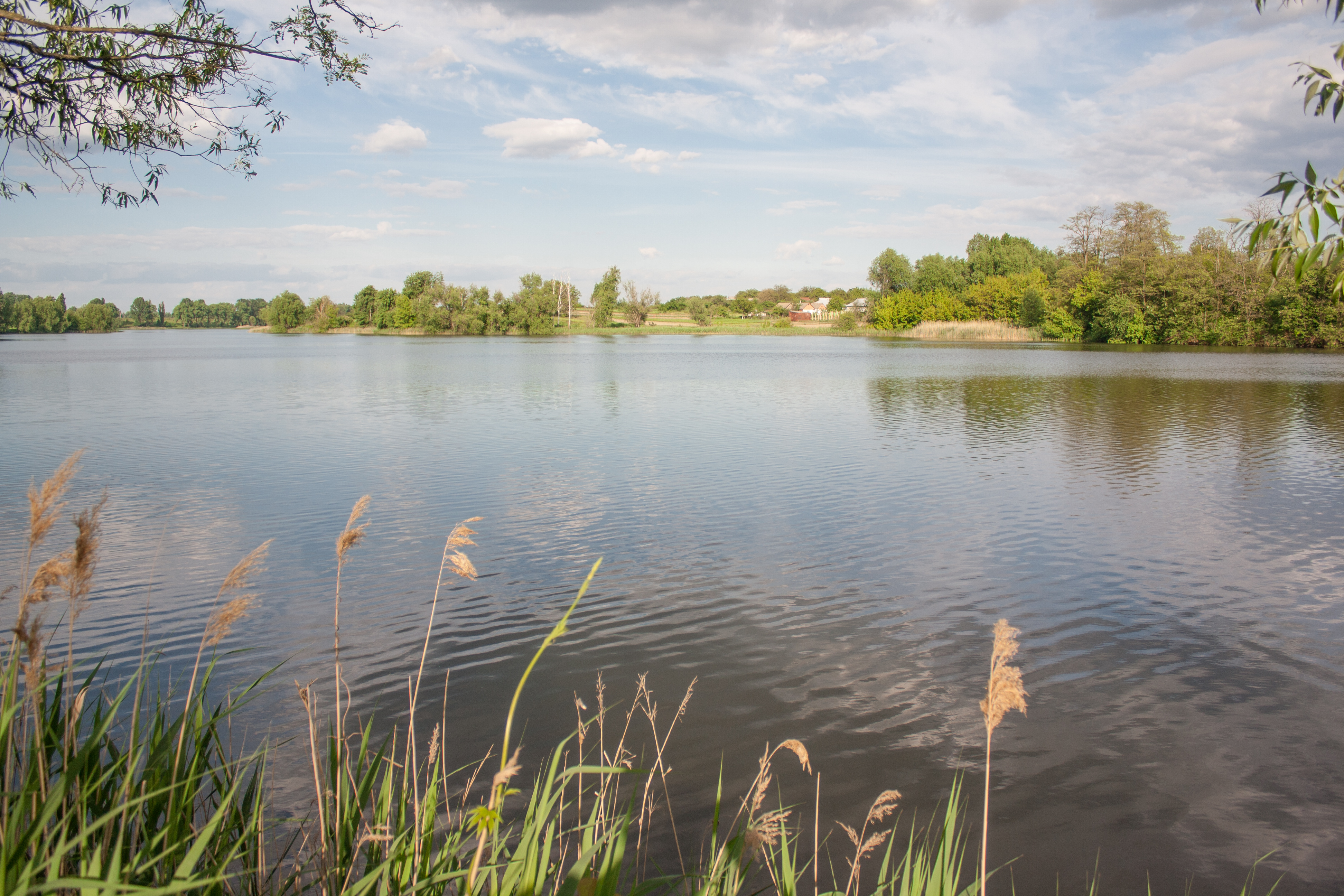
Ставок на річці Сорока
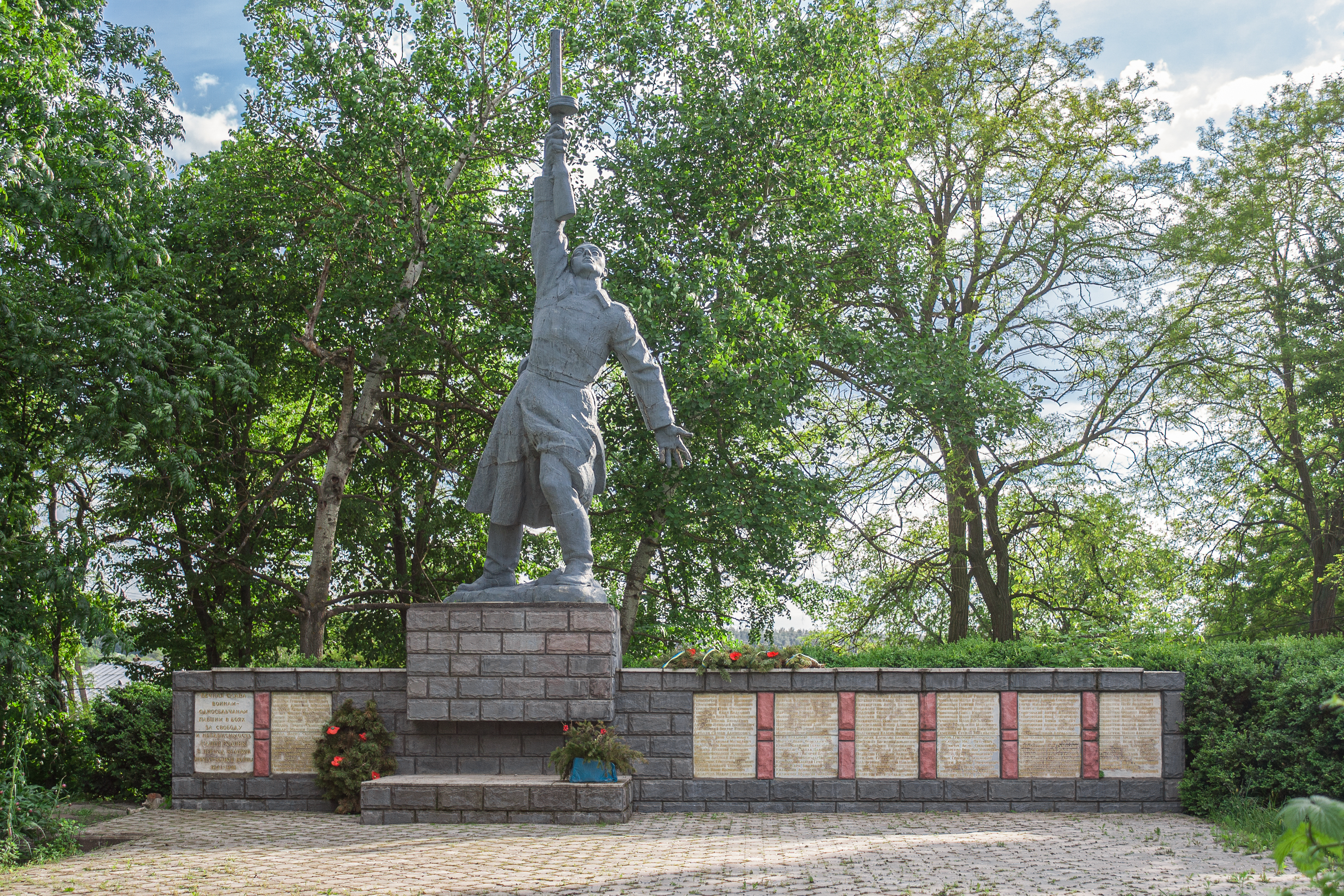
Пам'ятник воїнам-односельчанам
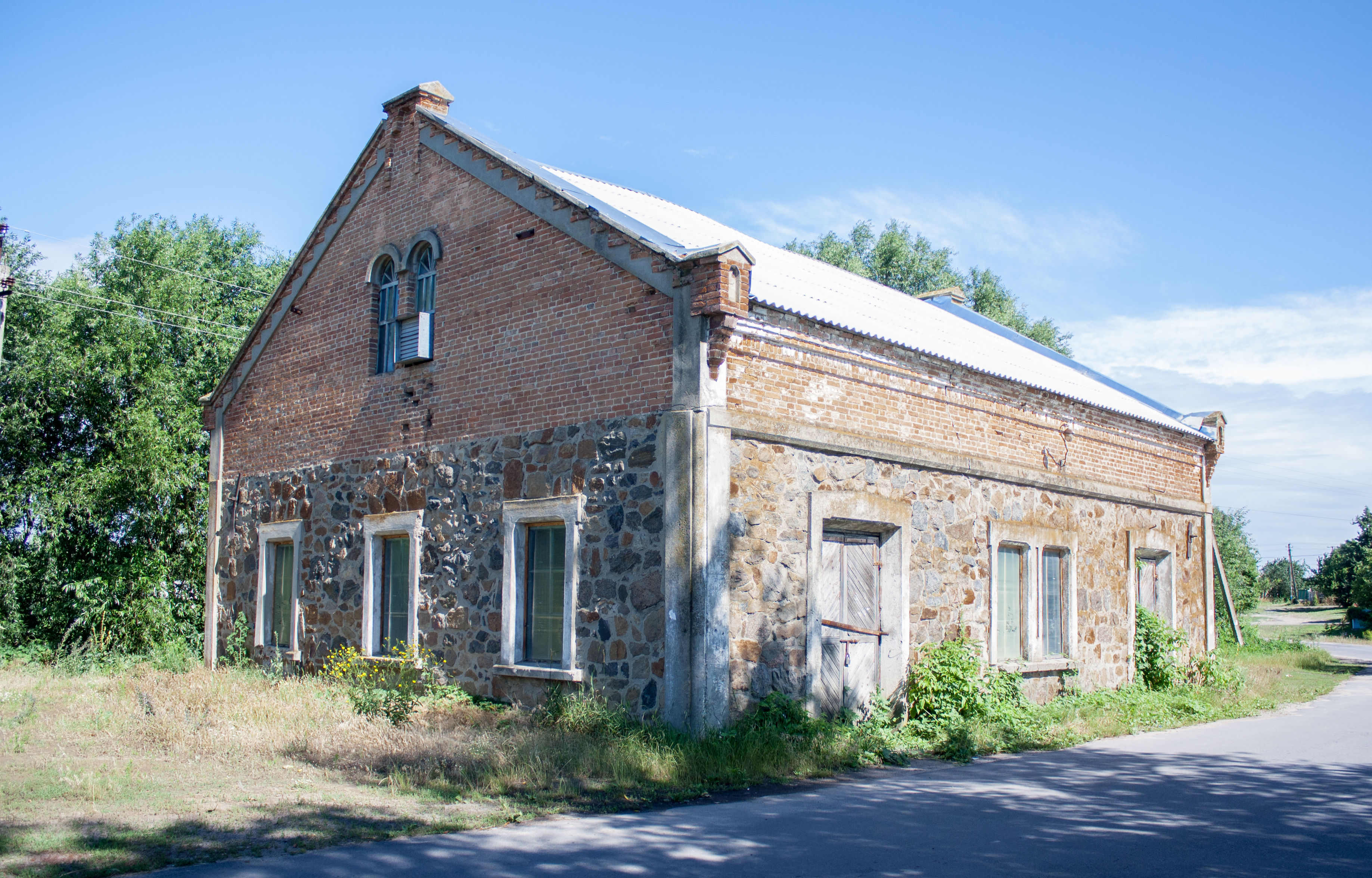
Млин